# Gonomyia sacandaga
Gonomyia sacandaga là một loài ruồi trong họ Limoniidae. Chúng phân bố ở miền Tân bắc.